# Nicolás Nieri Bazán
Nicolás Nieri Bazán (Lima, 24 de agosto de 1979) es un exfutbolista peruano. Jugaba de centrocampista. Actualmente es profesor de educación física.
Hizo divisiones en Sporting Cristal entre fines de los ochenta e inicios de los noventa. Hijo del también futbolista de las décadas de 1960 y 1970 Nicolás Nieri Valle.

## Clubes
| Club                   | País | Año       |
| ---------------------- | ---- | --------- |
| Universidad San Marcos | Perú | 2001-2003 |
| Alianza Atlético       | Perú | 2004      |
| Universidad San Marcos | Perú | 2005-2006 |
| Sport Boys             | Perú | 2007      |
| Alianza Lima           | Perú | 2008      |
| Alianza Atlético       | Perú | 2009      |
| CNI                    | Perú | 2010      |
| Pacífico FC            | Perú | 2011      |
| San Agustín            | Perú | 2012-2016 |